# Landkreis Ravensburg

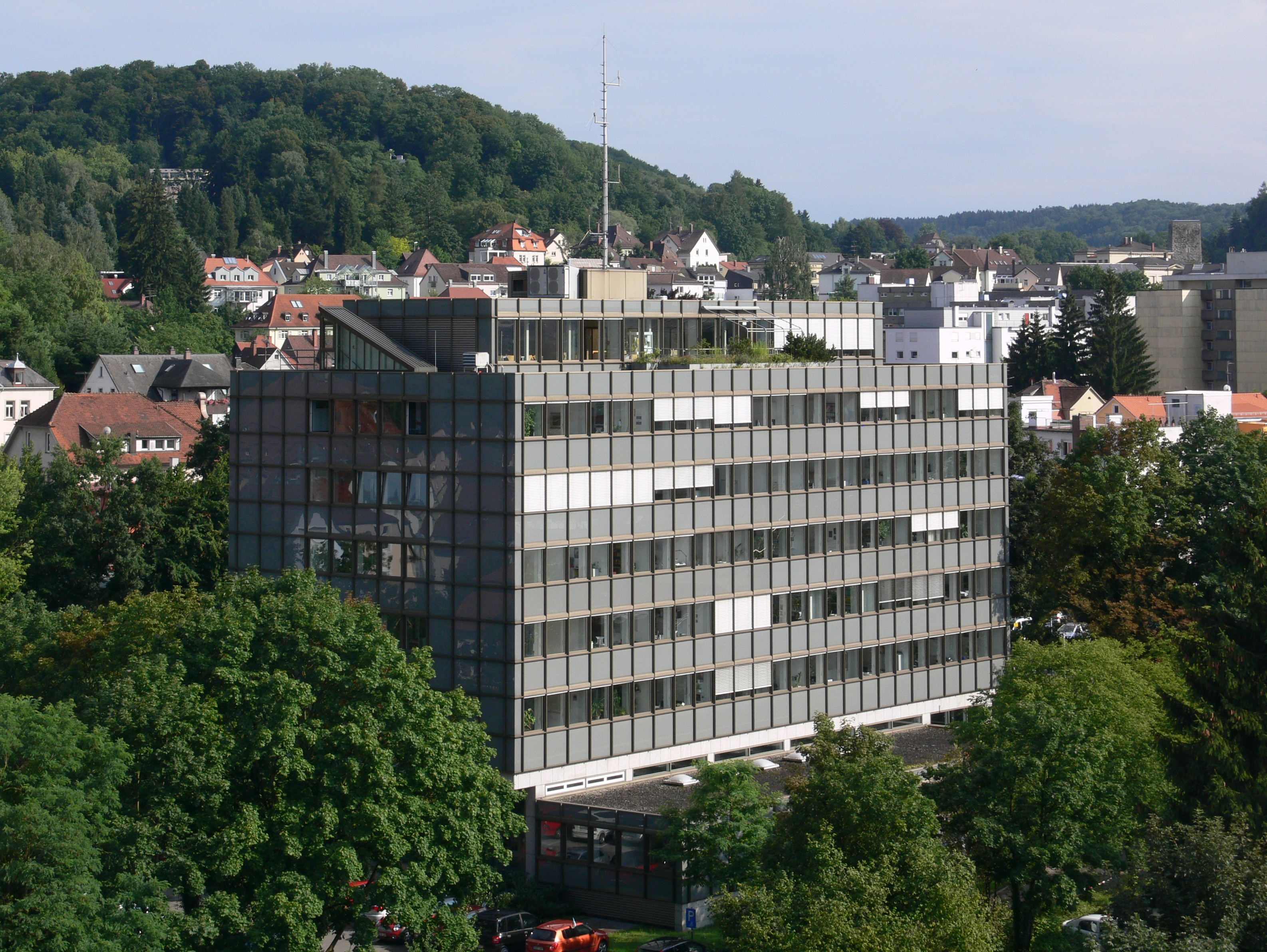
Landratsamt

Landkreis Ravensburg is een Landkreis in de Duitse deelstaat Baden-Württemberg. Op 31 december 2020 telde de Landkreis 285.888 inwoners op een oppervlakte van 1.631,81 km². Kreisstadt is de gelijknamige stad.

## Steden en gemeenten

De volgende steden liggen in Ravensburg (Inwoners op 31-12-2006):
| Steden 1. Aulendorf (9.869) 2. Bad Waldsee (19.776) 3. Bad Wurzach (14.573) 4. Isny im Allgäu (14.545) 5. Leutkirch im Allgäu (22.369) 6. Ravensburg (stad) (49.256) 7. Wangen im Allgäu (27.248) 8. Weingarten (23.543) Verwaltungsgemeinschaften cq. Gemeindeverwaltungsverbände 1. Gemeindeverwaltungsverband „Altshausen“ met bestuurscentrum te Altshausen en de volgende deelnemende gemeenten: Altshausen, Boms, Ebenweiler, Ebersbach-Musbach, Eichstegen, Fleischwangen, Guggenhausen, Hoßkirch, Königseggwald, Riedhausen, Unterwaldhausen 2. Vereinbarte Verwaltungsgemeinschaft van de stad Bad Waldsee met de gemeente Bergatreute 3. Gemeindeverwaltungsverband „Gullen“ met bestuurscentrum te Grünkrauten de volgende deelnemende gemeenten: Bodnegg, Grünkraut, Schlier und Waldburg 4. Vereinbarte Verwaltungsgemeinschaft van de stad Leutkirch im Allgäu met de gemeenten Aichstetten en Aitrach 5. Gemeindeverwaltungsverband „Mittleres Schussental“ met bestuurscentrum te Ravensburg en de volgende deelnemende steden: Ravensburg en Weingarten en de gemeenten Gemeinden Baienfurt, Baindt en Berg bij Ravensburg 6. Vereinbarte Verwaltungsgemeinschaft van de gemeente Vogt met de gemeente Wolfegg 7. Vereinbarte Verwaltungsgemeinschaft van de stad Wangen im Allgäu met de gemeente Achberg en Amtzell 8. Vereinbarte Verwaltungsgemeinschaft der Gemeinde Wilhelmsdorf met de gemeente Horgenzell 9. Gemeindeverwaltungsverband „Fronreute-Wolpertswende“ met bestuurscentrum te Wolpertswende en de volgende deelnemende gemeenten: Fronreute en Wolpertswende | Gemeenten 1. Achberg (1.594) 2. Aichstetten (2.740) 3. Aitrach (2.569) 4. Altshausen (4.699) 5. Amtzell (3.624) 6. Argenbühl (5.914) 7. Baienfurt (7.225) 8. Baindt (4.745) 9. Berg (3.827) 10. Bergatreute (3.203) 11. Bodnegg (3.104) 12. Boms (599) 13. Ebenweiler (1.156) 14. Ebersbach-Musbach (1.778) 15. Eichstegen (522) 16. Fleischwangen (643) 17. Fronreute (4.326) 18. Grünkraut (2.995) 19. Guggenhausen (200) 20. Horgenzell (4.776) 21. Hoßkirch (718) 22. Kißlegg (8.619) 23. Königseggwald (677) 24. Riedhausen (630) 25. Schlier (3.706) 26. Unterwaldhausen (303) 27. Vogt (4.572) 28. Waldburg (3.048) 29. Wilhelmsdorf (4.827) 30. Wolfegg (3.444) 31. Wolpertswende (4.165) |

Alb-Donau-Kreis · Baden-Baden · Biberach · Bodenseekreis · Böblingen · Breisgau-Hochschwarzwald · Calw · Emmendingen · Enzkreis · Esslingen · Freiburg im Breisgau · Freudenstadt · Göppingen · Heidelberg · Heidenheim · Heilbronn (stad) · Landkreis Heilbronn · Hohenlohe · Karlsruhe (stad) · Landkreis Karlsruhe · Konstanz · Lörrach · Ludwigsburg · Main-Tauber-Kreis  · Mannheim · Neckar-Odenwald-Kreis · Ortenaukreis · Ostalbkreis · Pforzheim · Rastatt · Ravensburg · Rems-Murr-Kreis · Reutlingen · Rhein-Neckar-Kreis · Rottweil · Schwäbisch Hall · Schwarzwald-Baar-Kreis · Sigmaringen · Stuttgart · Tübingen · Tuttlingen · Ulm · Waldshut · Zollernalbkreis
Achberg ·
Aichstetten ·
Aitrach ·
Altshausen ·
Amtzell ·
Argenbühl ·
Aulendorf ·
Bad Waldsee ·
Bad Wurzach ·
Baienfurt ·
Baindt ·
Berg ·
Bergatreute ·
Bodnegg ·
Boms ·
Ebenweiler ·
Ebersbach-Musbach ·
Eichstegen ·
Fleischwangen ·
Fronreute ·
Grünkraut ·
Guggenhausen ·
Horgenzell ·
Hoßkirch ·
Isny im Allgäu ·
Kißlegg ·
Königseggwald ·
Leutkirch im Allgäu ·
Ravensburg ·
Riedhausen ·
Schlier ·
Unterwaldhausen ·
Vogt ·
Waldburg ·
Wangen im Allgäu ·
Weingarten ·
Wilhelmsdorf ·
Wolfegg ·
Wolpertswende